# الدايرة (مسلسل)
الدايرة هو مسلسل تلفزيوني مصري من إنتاج عام 2021، من بطولة أحمد صلاح حسني، إيمان العاصي، مها أبو عوف، عماد رشاد، محمود حافظ، محمد علي رزق، من تأليف محمد عبد المعطي ومن إخراج أحمد سمير فرج.

## نبذة
في إطار من الدراما، تدور الأحداث حول الطبيب والأخصائي النفسي يوسف زهران، والذي يتعرف على العديد من القصص والعوالم الغريبة من خلال معالجته لمرضاه، بينما يسعى لمواجهة مشاكله الشخصية والنفسية من جانب آخر.

## طاقم العمل
- أحمد صلاح حسني بدور يوسف زهران
- إيمان العاصي بدور هند ربيع
- مها أبو عوف بدور عيشة
- عماد رشاد بدور رشدي زهران
- محمود حافظ بدور حسين البطل
- محمد علي رزق بدور عادل حمزة